# Новое Дубовое
Но́вое Дубово́е — село Хлевенского района Липецкой области. Центр Новодубовского сельсовета.

## География
Стоит на берегах реки Ериловки (в её устье — село Грязное).

## История
Основано в 1661 году группой солдат, которые поселились «под дубовым леском», что и отразилось в названии. Новое потому, что поблизости имеется село Старое Дубовое.

## Население
| 1859  | 1897  | 2009  | 2010  | 2012  | 2013  | 2014  | 2015  | 2016  |
| ----- | ----- | ----- | ----- | ----- | ----- | ----- | ----- | ----- |
| 2587  | ↗4040 | ↘1471 | ↘1363 | ↘1329 | ↘1269 | ↘1211 | ↘1178 | ↗1181 |
| 2017  | 2018  | 2021  |       |       |       |       |       |       |
| ↘1145 | ↘1119 | ↗1292 |       |       |       |       |       |       |